# Danie Visser
Danie Visser (Rustenburg, 26 de Julho de 1961) é um ex-tenista profissional sul-africano.

## Grand Slam finais (4)

### Duplas (3 títulos)
| Ano  | Campeonato          | Parceiro       | Oponentes                     | Placar             |
| 1990 | Australian Open     | Pieter Aldrich | Grant Connell Glenn Michibata | 6–4, 4–6, 6–1, 6–4 |
| 1990 | U.S. Open           | Pieter Aldrich | Paul Annacone David Wheaton   | 6–2, 7–6(7–3), 6–2 |
| 1993 | Australian Open (2) | Laurie Warder  | John Fitzgerald Anders Järryd | 6–4, 6–3, 6–4      |

### Duplas (1 vice)
| Ano  | Campeonato | Parceiro       | Oponentes           | Placar                       |
| 1990 | Wimbledon  | Pieter Aldrich | Rick Leach Jim Pugh | 6–7(5–7), 6–7(4–7), 6–7(5–7) |